# Hươu Schomburgk
Rucervus schomburgki là một loài động vật có vú trong họ Hươu nai, bộ Guốc chẵn. Loài này được Blyth mô tả năm 1863.
Là loài bản địa miền Trung Thái Lan, loài này được mô tả bởi Edward Blyth vào năm 1863 và được đặt tên theo Sir Robert H. Schomburgk, là lãnh sự Anh tại Bangkok 1857-1864. Loài này được cho là đã tuyệt chủng vào năm 1938, nhưng có suy đoán rằng chúng vẫn có thể còn tồn tại.

## Hình ảnh

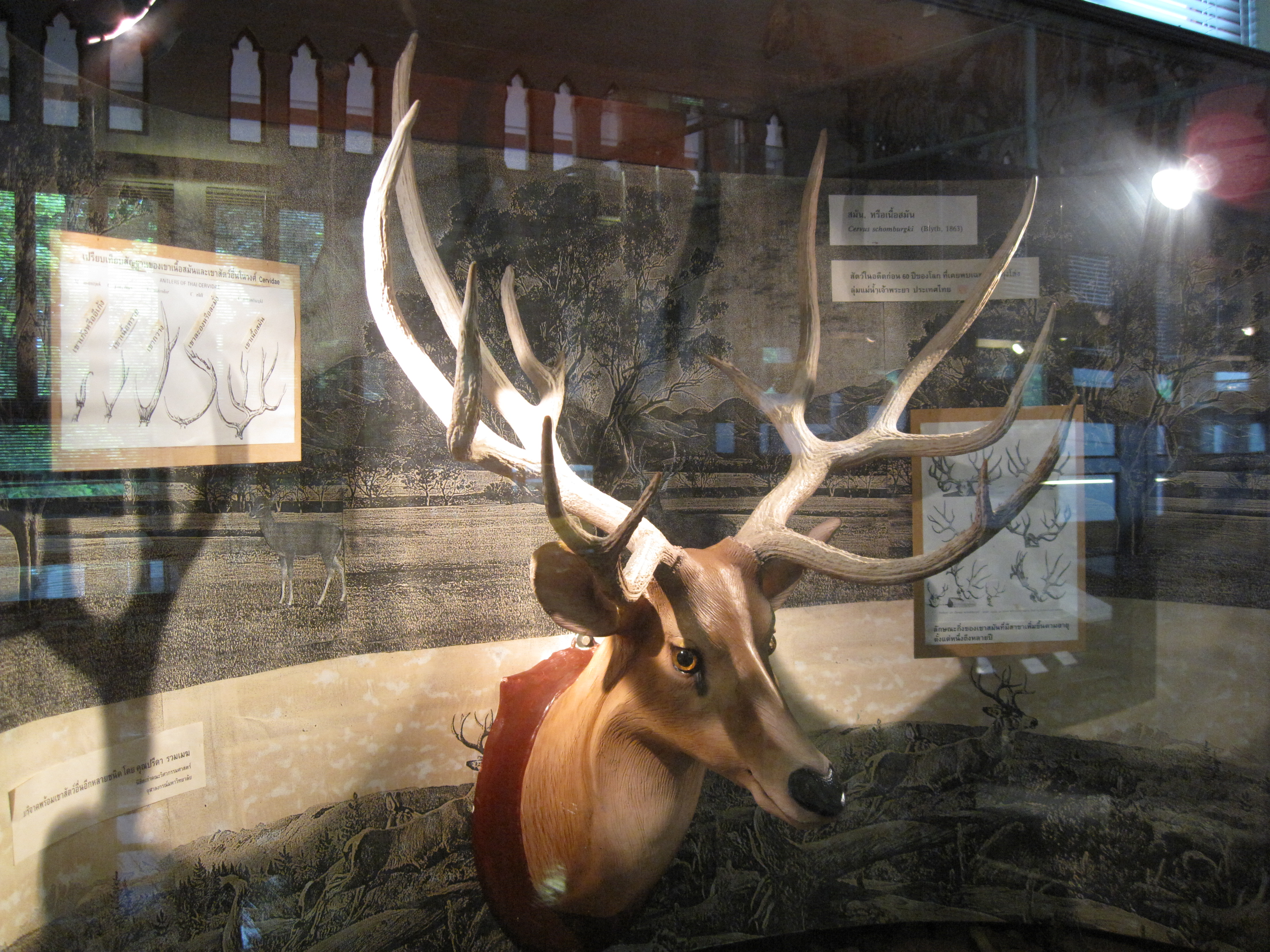
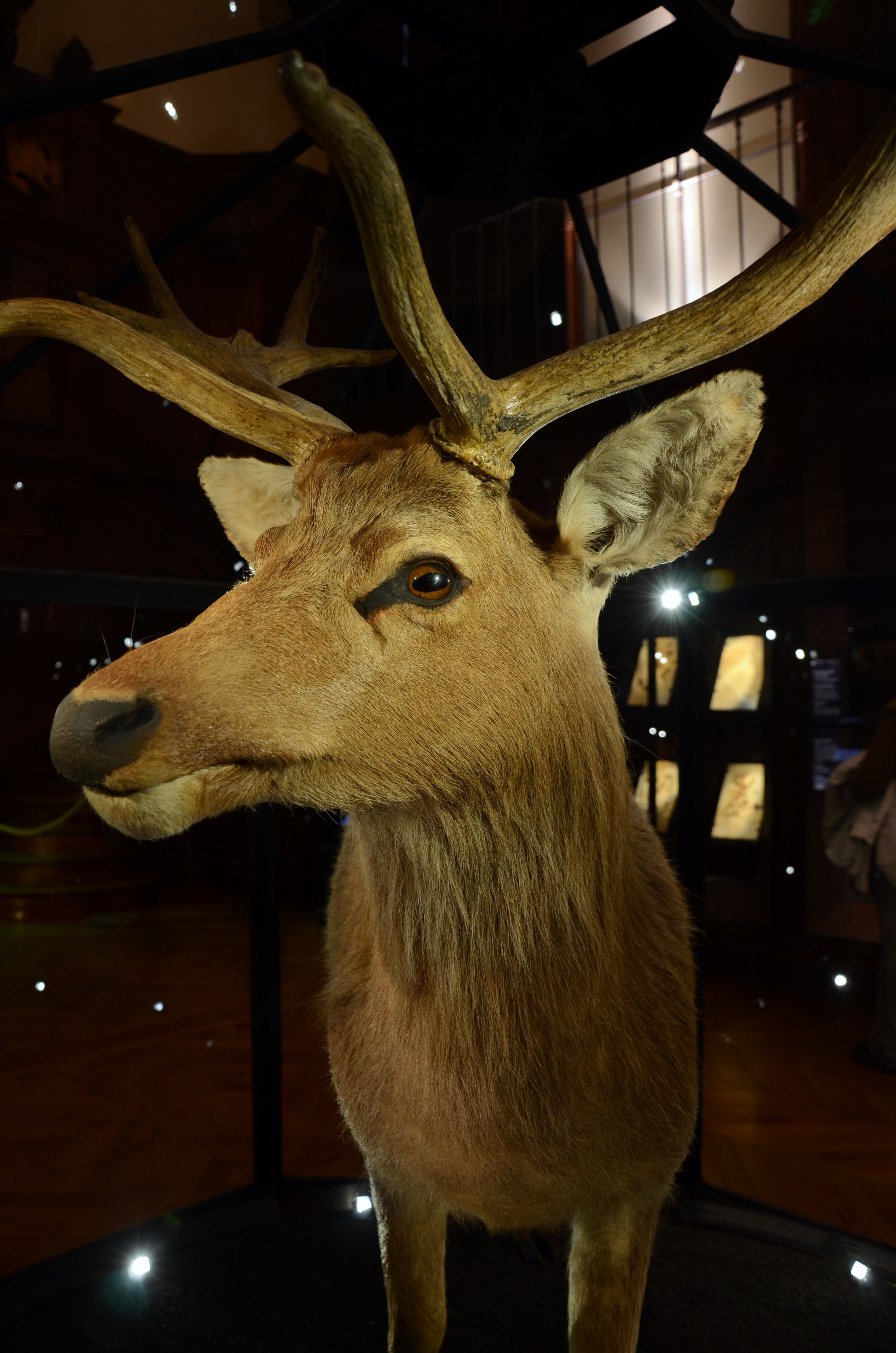
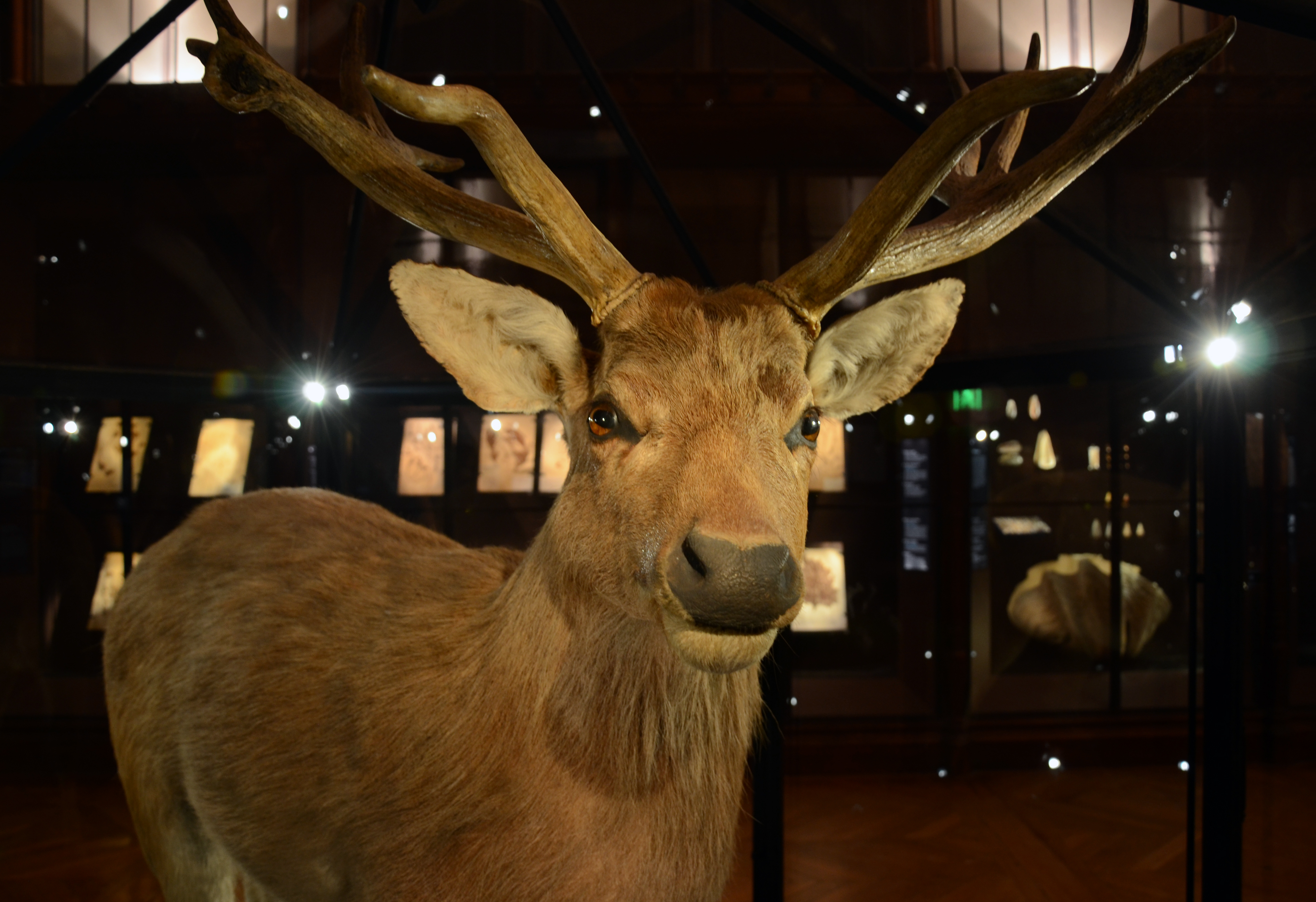